# Schaltverluste
Als Schaltverluste (englisch switching losses) versteht man in der Elektronik, speziell in der Leistungselektronik und der Digitaltechnik, jene elektrischen Leistungen, die bei einem Halbleiterschalter während des Einschaltens und des Ausschaltens an diesem umgesetzt werden und somit als Verluste anfallen.
Zusammen mit den Durchlassverlusten – jene Stromwärmeverlustleistung, die während der leitenden Phase des elektronischen Schalters auftritt – ergeben die Schaltverluste die gesamte Verlustleistung, die an einem Halbleiterschalter auftritt.

## Ursache und Auftreten
Die elektrische Leistung ist als das Produkt von Strom und Spannung definiert. Befindet sich ein Halbleiterschalter im sperrenden Zustand, so ist zwar die Spannung, welche an diesem abfällt, maximal, der Strom durch den Schalter jedoch, aufgrund des sperrenden Zustands, null. Dementsprechend wird im Schalter selbst keine Leistung umgesetzt. Befindet sich der Schalter im leitenden Zustand, so ist der Strom, der durch den Schalter fließt maximal, die am Schalter anfallende Spannung jedoch minimal – im Idealfall null. Somit wird auch im leitenden Zustand am Schalter nahezu keine Leistung umgesetzt. Die Leistung, die aufgrund der minimalen Restspannung am Halbleiterschalter im eingeschalteten Zustand auftritt, entspricht den Durchlassverlusten.
Zwischen diesen beiden Verlustleistungsminima, also in jener Zeit, in der der Halbleiterschalter weder vollständig sperrt noch vollständig leitet, ist weder die Spannung am Schalter noch der Strom durch den Schalter null, womit während des Umschaltvorgangs eine erheblich höhere Leistung im Schalter umgesetzt wird.
Da alle elektronischen Schaltelemente, wie beispielsweise Bipolartransistoren, Feldeffekttransistoren, Dioden oder Thyristoren, eine endliche Umschaltzeit aufweisen – also nicht augenblicklich vom leitenden in den sperrenden Zustand übergehen können und umgekehrt –, wird beim Umschalten zwangsläufig jener Bereich durchlaufen, in dem sowohl die Spannung als auch der Strom nicht null sind und Verlustleistung umgesetzt wird. Die Ursache, wieso die Schaltzeit von elektronischen Schaltern endlich ist, ist vielseitig. So muss beispielsweise bei Feldeffekttransistoren erst die Gatekapazität umgeladen werden, ehe der Transistor schaltet. Bei Bipolartransistoren und Dioden wiederum müssen beim Abschalten Ladungsträger ausgeräumt werden, wodurch der Abschaltvorgang verzögert wird.
Schaltverluste treten also nur während des Umschaltens auf und spielen somit nur eine wichtige Rolle, wenn Halbleiterschalter häufig umgeschaltet werden, also mit einer hohen Schaltfrequenz betrieben werden. Dies ist speziell bei Gleichspannungswandlern der Fall, da hier eine hohe Frequenz kleine Bauteile wie Spulen und Kondensatoren ermöglicht. Auch in der Digitaltechnik, beispielsweise bei Prozessoren, werden viele Transistoren mit sehr hoher Frequenz umgeschaltet, wodurch die Schaltverluste maßgeblich für die gesamte Verlustleistung des Systems sind.

## Mathematische Beschreibung
Für die mathematische Beschreibung der Schaltverluste wird vereinfachend angenommen, dass sich der Widerstand des Transistors während des Umschaltens linear ändert. Darüber hinaus werden die Durchlassverluste, wie im Diagramm eingezeichnet, nicht berücksichtigt. Alle Bauteile (ausgenommen der MOSFET) werden als ideal angenommen.
Die Einschaltverluste können nach denselben Überlegungen berechnet werden. Die Addition der Einschaltverluste und der Ausschaltverluste ergeben die gesamten Schaltverluste des Halbleiterschalters.

### Abschaltvorgang eines MOSFETs an einer ohmschen Last

Schaltung eines MOSFETs mit ohmscher Last

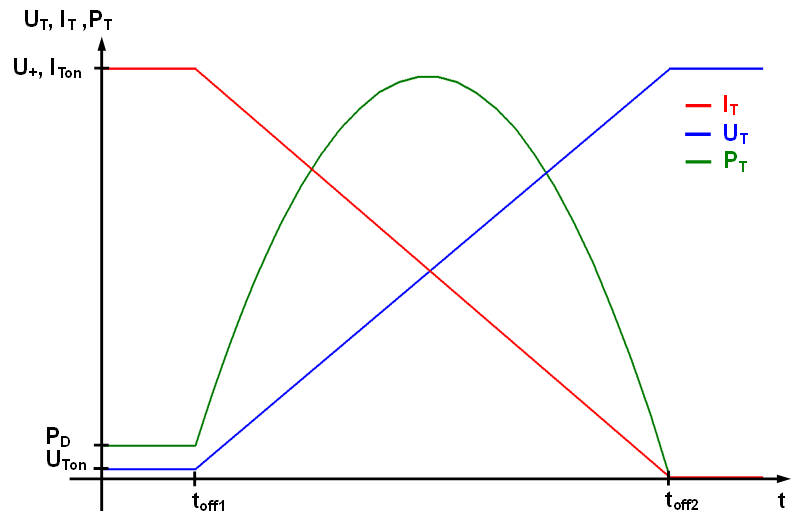
Darstellung der Strom-, Spannungs- und Leistungsverhältnisse bei Abschalten eines MOSFETs mit ohmscher Last

Die Spannung am Transistor während des Abschaltens in Abhängigkeit von der Zeit ergibt sich zu:
{\displaystyle u=U_{+}\cdot {\dfrac {t-t_{{\text{off}}1}}{t_{{\text{off}}2}-t_{{\text{off}}1}}}}
Hierbei ist der Zeitpunkt des Beginns der Abschaltung mit {\displaystyle t_{{\text{off}}1}} und der Zeitpunkt des Endes der Abschaltung mit {\displaystyle t_{{\text{off}}2}} bezeichnet.
Der Strom durch den Transistor während des Abschaltens in Abhängigkeit von der Zeit kann folgendermaßen angegeben werden:
{\displaystyle i=I_{\text{Ton}}-{\biggl (}{I_{\text{Ton}}}\cdot {\dfrac {t-t_{{\text{off}}1}}{t_{{\text{off}}2}-t_{{\text{off}}1}}}{\biggr )}}
Die während des Abschaltens am Transistor umgesetzte Leistung in Abhängigkeit von der Zeit ergibt sich zu:
{\displaystyle p=u\cdot i={U_{+}}\cdot I_{\text{Ton}}\cdot {\dfrac {t-t_{{\text{off}}1}}{t_{{\text{off}}2}-t_{{\text{off}}1}}}\cdot {\bigg (}1-{\dfrac {t-t_{{\text{off}}1}}{t_{{\text{off}}2}-t_{{\text{off}}1}}}{\bigg )}}
Während der Zeit des gesamten Abschaltvorgangs ergibt sich somit folgende im Transistor umgesetzte Energie:
{\displaystyle \int _{t_{{\text{off}}1}}^{t_{{\text{off}}2}}p\,\mathrm {d} t={U_{+}}\cdot I_{\text{Ton}}\cdot \int _{t_{{\text{off}}1}}^{t_{{\text{off}}2}}{\dfrac {t-t_{{\text{off}}1}}{t_{{\text{off}}2}-t_{{\text{off}}1}}}\cdot {\bigg (}1-{\dfrac {t-t_{{\text{off}}1}}{t_{{\text{off}}2}-t_{{\text{off}}1}}}{\bigg )}\,\mathrm {d} t={\dfrac {{U_{+}}\cdot I_{\text{Ton}}}{6}}\cdot ({t_{{\text{off}}2}-t_{{\text{off}}1}})}
Wird der Transistor nun mit der Schaltfrequenz f geschaltet, so ergeben sich die Ausschaltverluste zu:
{\displaystyle P_{\text{S,off}}={\dfrac {{U_{+}}\cdot I_{\text{Ton}}}{6}}\cdot ({t_{{\text{off}}2}-t_{{\text{off}}1}})\cdot f}

### Abschaltvorgang eines MOSFETs an einer induktiven Last

Schaltung eines MOSFETs mit induktiver Last und Freilaufdiode

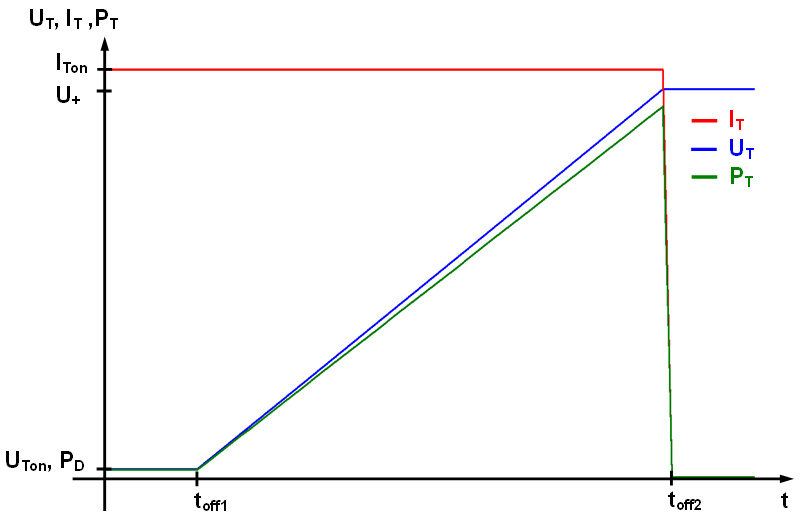
Darstellung der Strom-, Spannungs- und Leistungsverhältnisse bei Abschalten eines MOSFETs mit induktiver Last

Die Spannung am Transistor während des Abschaltens in Abhängigkeit von der Zeit ergibt sich zu:
{\displaystyle u=U_{+}\cdot {\dfrac {t-t_{{\text{off}}1}}{t_{{\text{off}}2}-t_{{\text{off}}1}}}}
Da sich der Strom durch eine Induktivität aufgrund der lenzschen Regel nicht schlagartig ändern kann, fließt dieser auch während des Abschaltvorgangs solange in nahezu gleicher Höhe durch den Transistor weiter, bis die Spannung am Transistor Versorgungsspannungspotenzial annimmt. Ab diesem Punkt beginnt die Freilaufdiode zu leiten und der Strom kommutiert vom Transistor zur Diode. Für diese Betrachtung wird vorausgesetzt, dass die Induktivität und somit die beim anfänglichen Strom gespeicherte Energie im Verhältnis zur Energie, die während des Schaltvorgangs umgesetzt wird, sehr groß ist. Somit ändert sich der in die Induktivität eingeprägte Strom kaum und kann vereinfacht als konstant angenommen werden.
{\displaystyle i=I_{\text{Ton}}}
Die während des Abschaltens am Transistor umgesetzte Leistung in Abhängigkeit von der Zeit ergibt sich zu:
{\displaystyle p=u\cdot i=U_{+}\cdot I_{\text{Ton}}\cdot {\dfrac {t-t_{{\text{off}}1}}{t_{{\text{off}}2}-t_{{\text{off}}1}}}}
Während der Zeit des gesamten Abschaltvorgangs ergibt sich somit folgende im Transistor umgesetzte Energie:
{\displaystyle \int _{t_{{\text{off}}1}}^{t_{{\text{off}}2}}p\,\mathrm {d} t={\dfrac {U_{+}\cdot I_{\text{Ton}}}{t_{{\text{off}}2}-t_{{\text{off}}1}}}\int _{t_{{\text{off}}1}}^{t_{{\text{off}}2}}{t-t_{{\text{off}}1}}\,\mathrm {d} t={\dfrac {{U_{+}}\cdot I_{\text{Ton}}}{2}}\cdot ({t_{{\text{off}}2}-t_{{\text{off}}1}})}
Wird der Transistor nun mit der Schaltfrequenz f geschaltet, so ergeben sich die Ausschaltverluste zu:
{\displaystyle P_{\text{S,off}}={\dfrac {U_{+}\cdot I_{\text{Ton}}}{2}}\cdot ({t_{{\text{off}}2}-t_{{\text{off}}1}})\cdot f}

## Reduzierung der Schaltverluste
Bei leistungselektronischen Schaltungen können die Schaltverluste in erster Linie durch die Reduktion der Schaltfrequenz reduziert werden. In der Praxis soll die Schaltfrequenz nicht höher als nötig gewählt werden. Grundsätzlich gilt, dass die Schaltfrequenz maximal so hoch gewählt werden sollte, dass die dadurch verursachten Schaltverluste nicht höher als die Durchlassverluste sind.
Eine weitere Möglichkeit, die Schaltverluste zu minimieren, ist das Minimieren der Schaltzeit. Die kann, je nach verwendetem Halbleiterschalter, durch höhere Ansteuerungsströme und dementsprechende Leistungstreiber geschehen. Dadurch kann speziell bei MOSFETs die Schaltzeit erheblich beeinflusst und reduziert werden. Eine geringe Schaltzeit, und eine dementsprechend schnelle Stromänderung, haben jedoch deutlich schlechtere EMV-Eigenschaften zur Folge, weshalb in der Praxis teilweise höhere Schaltverluste absichtlich in Kauf genommen werden.
Weiterhin können verschiedene Entlastungsnetzwerke eingesetzt werden, die die Strom- und Spannungsverhältnisse während des Schaltvorgangs erheblich verbessern und somit die Schaltverlustleistung reduzieren. So kann im einfachsten Fall ein Kondensator parallel zum Transistor geschaltet werden, der beim Abschalten den Laststrom übernimmt, wodurch der Transistor stromlos – und somit verlustleistungslos – abgeschaltet werden kann. Um beim Wiedereinschalten des Transistors nun nicht höhere Einschaltverluste in Kauf zu nehmen, sind weitaus komplexere Schaltungen notwendig, die den Kondensator vor dem Einschalten entladen (Umschwingvorgänge).
Bei digitalen Schaltungen werden durch Reduktion der Betriebsspannung kleinere Querströme erreicht, die wiederum eine geringere Verlustleistung während des Umschaltens hervorrufen.